# Caligrafia Redonda

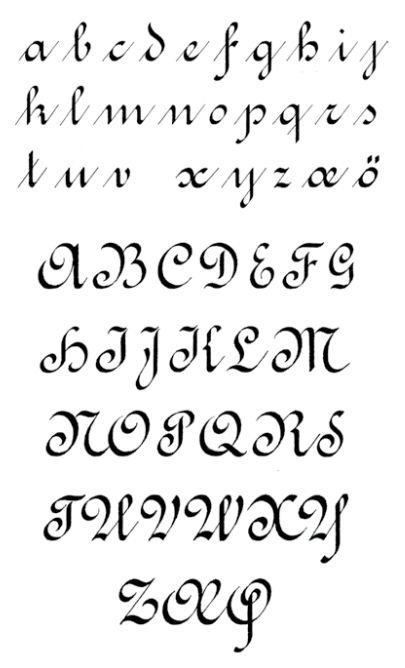
Modelo de caligrafia redonda dinamarquesa.

Caligrafia Redonda (também conhecida por seu nome francês Ronde) é uma caligrafia que surgiu na França no final do século XVII, como uma evolução indireta da caligrafia italiana, lançada dois séculos antes.
Nesta caligrafia todas as letras são baseadas em um círculo inscrito em um quadrado, e por isso são redondas em todas as suas formas. A similaridade com letras góticas é nítida, principalmente em variações criadas nos países de ascendência germânica. Na Ronde utiliza-se uma pena de ponta cortada, o que permite criar as variações de traços finos e espessos sem a necessidade de adicionar pressão à pena. Rondes não convencionais podem ser escritas com penas flexíveis.